# Eva Nováková (politička ČSSD)
Eva Nováková (29. července 1955 – 4. ledna 2007) byla česká politička, počátkem 21. století poslankyně Poslanecké sněmovny za ČSSD.

## Biografie
V komunálních volbách roku 1998 a komunálních volbách roku 2006 byla za ČSSD zvolena do zastupitelstva městské části Praha 3. Neúspěšně sem kandidovala v komunálních volbách roku 1994 a komunálních volbách roku 2002. Profesně se uvádí k roku 1998 jako výzkumná pracovnice, k roku 2002 coby manažerka a k roku 2006 jako učitelka - výzkumná pracovnice.
Ve volbách v roce 2002 byla zvolena do poslanecké sněmovny za ČSSD (volební obvod Praha). Byla členkou sněmovního výboru o vědu, vzdělání, kulturu, mládež a tělovýchovu a v letech 2002-2004 i zahraničního výboru. Ve sněmovně setrvala do voleb v roce 2006.
Působila jako ředitelka Lauderovy školy v Praze a byla aktivní členkou židovské obce v Praze. Zemřela po delší nemoci v lednu 2007. Už během svého působení v poslanecké sněmovně se s touto nemocí potýkala. Poslankyně Vlasta Parkanová na zprávu o jejím úmrtí reagovala s tím, že „byla to nejlepší žena v ČSSD, to říkám s plnou vážností“ a „s lidmi jejího typu by se dělala politika úplně jinak, než jak teď vypadá.“